# Mathew Cobbaert
Mathew Cobbaert (18 mei 1993) is een Belgisch hockeyer.

## Levensloop
Cobbaert was actief bij KHC Dragons tot 2016. Met deze club werd hij viermaal landskampioen (2010, 2011, 2015 & 2016) en won hij tweemaal brons (2012 & 2014) en eenmaal zilver (2013) in de Euro Hockey League. Vervolgens was hij tellens één seizoen actief bij het Spaanse Club de Campo Villa de Madrid en het Nederlandse HC 's-Hertogenbosch. In 2020 sloot hij opnieuw aan bij KHC Dragons. Met deze club behaalde hij in 2021 zijn vijfde landstitel.
Daarnaast was hij actief bij het Belgisch hockeyteam. Met de nationale equipe nam hij onder meer deel aan het Europees kampioenschap van 2015 in Londen.